# Hail to the Thief
Hail to the Thief — шостий студійний альбом англійського рок-гурту Radiohead. Він вийшов 9 червня 2003 року на лейблі Parlophone у всьому світі та днем пізніше на лейблі Capitol Records у Сполучених Штатах. Це був останній альбом, що вийшов за контрактом Radiohead з EMI, материнською компанією Parlophone і Capitol.
Після переходу до більш електронного стилю в альбомах Kid A (2000) та Amnesiac (2001), які були записані шляхом тривалих студійних експериментів, Radiohead прагнули працювати більш спонтанно, поєднуючи електронну та рок-музику. Більшу частину Hail to the Thief вони записали за два тижні в Лос-Анджелесі зі своїм давнім продюсером Найджелом Ґодрічем, зосередившись на живих записах, а не на накладаннях. Автор пісень, Том Йорк, написав тексти під впливом війни з тероризмом, що якраз розгорталася, і навколишнього політичного дискурсу, включно з впливом казок і дитячої літератури. Обкладинка альбому, створена художником Стенлі Донвудом, являє собою дорожню карту Голлівуду зі словами, взятими з придорожньої реклами в Лос-Анджелесі та з текстів Йорка.
Після гучного витоку незавершеного матеріалу в Інтернет за десять тижнів до релізу, Hail to the Thief дебютував на першому місці в UK Albums Chart і на третьому місці в американському чарті Billboard 200. Він отримав платиновий статус у Великій Британії та Канаді і золотий — у кількох інших країнах. Альбом просувався за допомогою синглів та відеокліпів на пісні «There There», «Go to Sleep» та «2 + 2 = 5». Hail to the Thief отримав позитивні відгуки, став п'ятим поспіль альбомом Radiohead, номінованим на премію Ґреммі за найкращий альбом альтернативної музики, і виграв цю премію за найкращий некласичний альбом.

## Передісторія
У своїх попередніх альбомах Kid A (2000) та Amnesiac (2001), записаних одночасно, Radiohead замінили гітарний рок на більш електронний стиль. Для турів вони навчилися виконувати музику наживо, поєднуючи синтетичні звуки з рок-інструментами. Вокаліст Том Йорк сказав: «Навіть у використанні електроніки є елемент спонтанного виконання. Це була напруга між тим, що є людським, і тим, що йде від машин. Це було те, у що ми занурювалися.» Radiohead не хотіли робити «великий творчий стрибок або заяву» зі своїм наступним альбомом.
На початку 2002 року, після завершення туру Amnesiac, Йорк надіслав своїм колегам по групі компакт-диски з демозаписами. Три диски, The Gloaming, Episcoval і Hold Your Prize, містили електронну музику, а також фортепіанні та гітарні замальовки. Radiohead намагалися записати деякі пісні, такі як «I Will», для Kid A і Amnesiac, але не були задоволені результатами. Вони провели травень і червень 2002 року, аранжуючи і репетируючи пісні, перш ніж виконати їх під час туру Іспанією і Португалією в липні і серпні.

## Запис

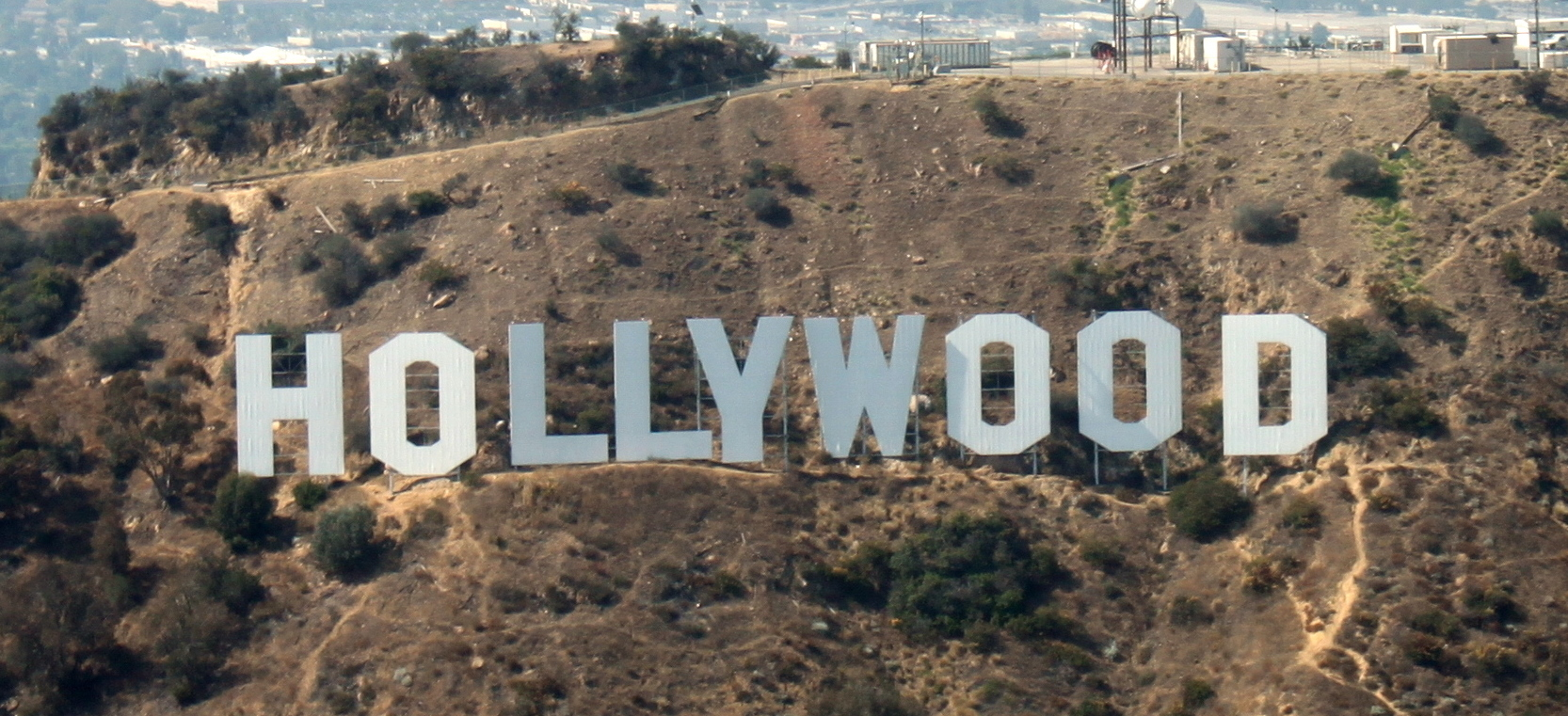
За пропозицією продюсера Найджела Годріча, більша частина Hail to the Thief була записана за два тижні в Голлівуді, Лос-Анджелес. Голлівудська культура вплинула на лірику та обкладинку.

У вересні 2002 року Radiohead переїхали до Ocean Way Recording у Голлівуді, Лос-Анджелес, разом зі своїм давнім продюсером Найджелом Годрічем. Студію запропонував Ґодріч, який використовував її для продюсування записів Travis і Beck та вважав, що це буде «гарною зміною обстановки» для Radiohead. Йорк розповідав: «Ми подумали: „Чи хочемо ми пролетіти півсвіту заради цього?“ Але це було приголомшливо, тому що ми дуже багато працювали. Ми робили по треку на день. Це було щось на кшталт табору відпочинку».
Kid A та Amnesiac були створені в результаті багаторічного процесу запису та монтажу, який барабанщик Філіп Селвей описав як «виробництво музики в студії». Для свого наступного альбому Radiohead прагнули отримати більш безпосереднє, «живе» звучання. Більшість електронних елементів не були накладені, а записані наживо в студії. Група інтегрувала комп'ютери у свої виступи разом з іншими інструментами. Йорк казав, що «все було пов'язане з виставою, як постановкою п'єси».
Radiohead намагалися працювати швидко і спонтанно, уникаючи зволікань і надмірного аналізу. Йорк був змушений писати тексти по-іншому, оскільки не мав часу переписувати їх у студії. Для деяких пісень він повернувся до методу розрізання слів і їх випадкового розташування, який він використовував для Kid A і Amnesiac.
Гітарист гурту, Джонні Ґрінвуд, використовував мову музичного програмування Max для семплювання та маніпулювання грою гурту. Наприклад, він використовував її для обробки своєї гітари в пісні «Go to Sleep», створивши ефект випадкового смикання. Він продовжував використовувати модульні синтезатори та Хвилі Мартено, ранній електронний інструмент, схожий на терменвокс. Після того, як Джонні Ґрінвуд інтенсивно використовував педалі ефектів на попередніх альбомах, він кинув собі виклик і почав створювати цікаві гітарні партії без ефектів.
Натхненні The Beatles, Radiohead намагалися робити пісні лаконічними. Відкриваючий трек «2 + 2 = 5» був записаний як студійний тест і закінчений за дві години. Radiohead щосили намагалися записати «There There»; після перезапису в студії в Оксфордширі Йорк відчув таке полегшення, що розплакався, відчуваючи, що це була найкраща робота гурту. Radiohead записали електронну версію «I Will» під час сесій Kid A і Amnesiac, але відмовилися від неї як від «хитромудрої Kraftwerk»; компоненти цього запису були використані для створення «Like Spinning Plates» на Amnesiac. Для Hail to the Thief група прагнула «дістатися до суті того, що добре в пісні» і не відволікатися на деталі виробництва або нові звуки, зупинившись на спрощеному аранжуванні.
Radiohead записали більшу частину Hail to the Thief за два тижні, з додатковим записом і зведенням у своїй студії в Оксфордширі, Англія, наприкінці 2002 і на початку 2003. Гітарист Ед О'Браєн розповів Rolling Stone, що Hail to the Thief був першим альбомом Radiohead, «де в кінці роботи над ним ми не хотіли вбити один одного». Однак, зведення і послідовність створили конфлікт; за словами Йорка, «був довгий період, протягом якого ми жили з ним, але він не був повністю закінчений, тому ви прив'язуєтеся до версій, і у нас були великі сварки з цього приводу.» За словами Селвея, «Ми почали швидко. Потім… з'явилося більше вимог». За оцінками Ґодріча, третину альбому склали чорнові мікси з лос-анджелеських сесій.

## Тексти пісень і теми
Тексти пісень Hail to the Thief були написані під впливом того, що Йорк назвав «загальним відчуттям невігластва і нетерпимості, паніки і дурості» після виборів президента США Джорджа Буша-молодшого 2000 року. Він взяв слова і фрази з дискурсу навколо розгортання війни з тероризмом і використав їх у текстах пісень та ілюстраціях. Він заперечував будь-який намір зробити «політичну заяву» за допомогою цих пісень, але сказав: «Я відчайдушно намагався не писати нічого політичного, нічого, що виражало б глибокий, глибокий жах, з яким я живу кожен день. Але він, дідько, просто є, і врешті-решт ти мусиш змиритися з цим і дозволити цьому статися».
Йорк, новоспечений батько, прийняв стратегію «перегонки» політичних тем до «дитячої простоти». Він брав фрази з казок і фольклору, таких як Chicken Little, а також з дитячої літератури і телебачення, яке він дивився разом зі своїм сином, наприклад, телесеріал 1970-х років Bagpuss. Батьківство змусило Йорка замислитися над станом світу і над тим, як він може вплинути на майбутні покоління. Ґрінвуд вважав, що тексти Йорка виражають «розгубленість і втечу, на кшталт: „Я збираюся залишитися вдома і піклуватися про людей, які мені небайдужі, купити місячний запас їжі“».
Йорк також взяв фрази з Пекла Данте, теми докторської дисертації його тогочасної партнерки Рейчел Оуен. Кілька пісень, такі як «2 + 2 = 5», «Sit Down Stand Up» та «Sail to the Moon», відсилають до християнських версій добра і зла та раю і пекла, що є першим випадком для музики Radiohead. Інші пісні відсилають до наукової фантастики, жахів та фентезі, наприклад, вовки та вампіри у «A Wolf at the Door» та «We Suck Young Blood», посилання на гасло «два плюс два дорівнює п'ять» в антиутопічному романі Дев'ятнадцять вісімдесят чотири та алюзія на велетня з Мандрів Гуллівера в «Go to Sleep».

### Назва

Фраза «хай живе злодій» була використана протестувальниками під час суперечок навколо президентських виборів у США 2000 року.

Radiohead боролися з назвою альбому. Вони розглядали назву The Gloaming (що означає «сутінки» або «присмерк»), але вона була відкинута як занадто «поетична» і «похмура» і стала підзаголовком альбому. Серед інших назв розглядалися Little Man Being Erased, The Boney King of Nowhere і Snakes and Ladders, які стали альтернативними назвами для пісень «Go To Sleep», «There There» і «Sit Down. Stand Up». Використання альтернативних назв було натхненне вікторіанськими буклетами, що демонстрували моралізаторські пісні, які грали в мюзик-холах.
Фраза «hail to the thief» («Слава злодію») була використана протестувальниками проти Буша як гра на «Hail to the Chief» («Слава вождю»), американському президентському гімні. Йорк описав, що вперше почув цю фразу як «формуючий момент». Radiohead вибрали назву частково у зв'язку з Бушем, але також у відповідь на «зростання дводумства, загальної нетерпимості і божевілля …. ніби окремі люди повністю втратили контроль над ситуацією… прояв чогось не зовсім людського». Назва також відсилає до витоку незавершеної версії альбому перед його виходом. Йорк хвилювався, що назву можуть неправильно витлумачити суто як відсилання до виборів у США, але його колеги по групі вважали, що вона «викликає в уяві всю нісенітницю, абсурд і радість часу».

## Музика
Hail to the Thief охоплює альтернативний рок, артрок, експериментальний рок та електро-рок. Він має традиційніший рок-інструментарій і менше цифрових маніпуляцій, ніж попередні альбоми Radiohead Kid A і Amnesiac; в ньому широко використовуються живі барабани, гітара і піаніно, а голос Йорка менше піддавався маніпуляціям з ефектами. Rolling Stone]] писали, що Hail to the Thief був «більш мелодійним і зосередженим на піснях». Кілька треків використовують подібну на Pixies побудову напруги від тихого до гучного, яку Radiohead використовували на попередніх альбомах.
Хоча Йорк описав Hail to the Thief як «дуже акустичний», він заперечував, що це «гітарний альбом». У ньому збереглися електронні елементи, такі як синтезатори, драм-машини і семпли. Селвей казав, що поєднання року та електронної музики охопило «дві півкулі мозку Radiohead». Критик журналу Spin Вілл Гермес знайшов, що Hail to the Thief «гойдається між холодом секвенсорів і теплом пальців на струнах і клавішах». Radiohead розглядали Hail to the Thief як «іскристий, блискучий поп-запис. Чистий і гарний». О'Браєн вважав, що альбом зафіксував нове «розкішне» звучання, з «космосом, сонячним світлом і енергією».

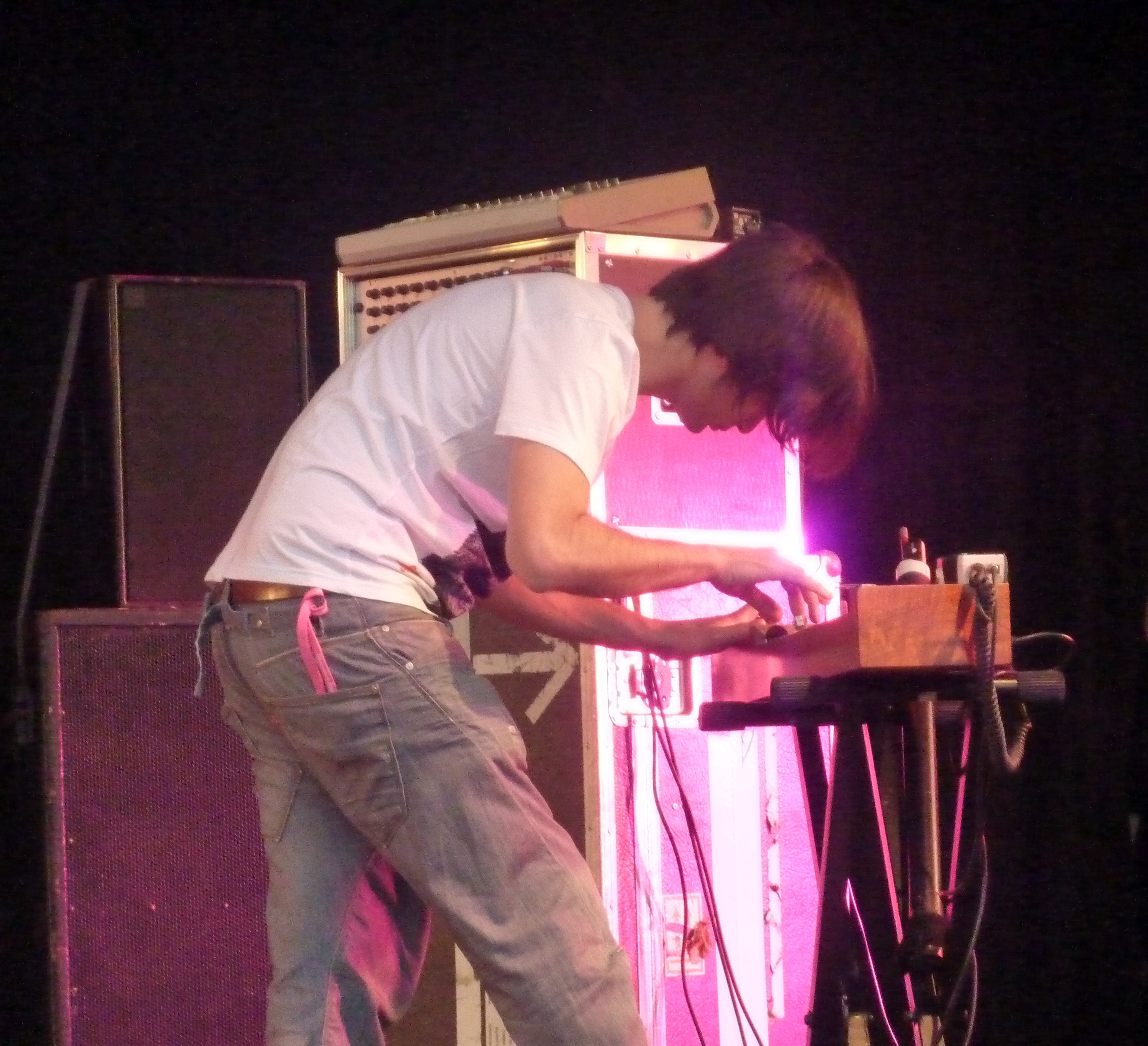
Джонні Ґрінвуд використовує Хвилі Мартено на декількох треках альбому.

Перший трек «2 + 2 = 5» — це рок-пісня, яка розвивається до гучної кульмінації. «Sit Down. Stand Up», електронна пісня, написана під впливом джазового музиканта Чарльза Мінгуса. «Sail to the Moon» — колискова фортепіанна балада зі зміною тактових розмірів. Текст пісні посилається на біблійну історію про Ноїв ковчег, і була написана «за п'ять хвилин» для маленького сина Йорка — Ноя. «Backdrifts» — електронна пісня про «ковзання назад, яке відбувається скрізь, куди ви не глянете».
«Go to Sleep» починається з рифу акустичної гітари, який басист, Колін Ґрінвуд, порівняв з англійською народною музикою 1960-х років. «Where I End and You Begin» — рок-пісня зі «стінами» з Хвиль Мартено та ритм-секцією під впливом New Order. За словами Йорка, «We Suck Young Blood» — це «мелодія корабля у неволі» з фрі-джазовою паузою, і її «не варто сприймати серйозно». З недоречними, «зомбі-подібними» плесканнями в долоні пісня сатирично висміює голлівудську культуру з її «постійним бажанням залишатися молодими, обкрадати людей, висмоктувати їхню енергію».
«The Gloaming» — електронна пісня з «механічними» ритмами, які Джонні Ґрінвуд створив з магнітофонних петель. Ґрінвуд описував її як «дуже стару школу електроніки: ніяких комп'ютерів, тільки аналогові синтезатори, магнітофони та магнітофонні стрічки». Йорк сказав, що це «найбільш відверта пісня-протест на записі», з текстом про зростання фашизму та «нетерпимість, фанатизм і страх, і всі речі, які тримають населення в покорі». «There There» — рок-пісня з багатошаровою перкусією, яка наростає до гучної кульмінації. На неї вплинули гурти Can, Siouxsie and the Banshees та Pixies.
Йорк назвав «I Will» найзлішою піснею, яку він коли-небудь писав. Її текст був натхненний кадрами новин про бомбардування притулку Амірія під час війни в Перській затоці, в результаті якого загинуло близько 400 осіб, включаючи дітей і сім'ї. Пісня під впливом фанку «A Punchup at a Wedding» виражає безпорадність, яку відчував Йорк перед обличчям світових подій, і його гнів через негативну рецензію на виступ гурту «Radiohead» на вечорі зустрічі випускників у Південному Парку Оксфорда, у 2001 році. Йорк сказав, що цей виступ був «одним з найважливіших днів у моєму житті», і що «я просто не розумів, чому… як хтось, тільки тому, що у нього був доступ до клавіатури і друкарської машинки, міг повністю списати з рахунків подію, яка означала дуже багато для дуже багатьох людей».
Для «Myxomatosis», пісні, побудованої на фузовій басовій лінії, Radiohead прагнули відтворити «моторошні» розстроєні синтезаторні звуки груп нової хвилі 1970-х і 80-х років, таких як Tubeway Army. Йорк сказав, що текст пісні був про контроль над свідомістю і цензуру ідей засобами масової інформації. Джонні Ґрінвуд описав «Scatterbrain» як «просту і красиву» з акордами, які не розкриваються. NME описав фінальний трек, «A Wolf at the Door», як «гарну пісню, зі зловісним монологом поверх неї». Ґрінвуд порівняв її текст з казкою братів Грімм. Йорк описав її розміщення в кінці альбому як «щось на кшталт пробудження в кінці… Все це було нічним кошмаром, і тобі потрібно піти і випити склянку води».

## Художнє оформлення
Обкладинку Hail to the Thief створив співавтор Radiohead Стенлі Донвуд, який приєднався до них під час запису в Голлівуді. Спочатку Донвуд планував створити обкладинку на основі фотографій фалічних топіарі, але ця ідея була відкинута Йорком. Натомість обкладинка являє собою дорожню карту Голлівуду зі словами та фразами, взятими з придорожньої реклами в Лос-Анджелесі, такими як «Бог», «телебачення» та «нафта». Донвуд зауважив, що реклама має бути привабливою, але є щось «тривожне» в тому, щоб щось продавати. Він вирвав рекламні слогани з контексту, щоб «прибрати імператив» і «дістатися до чистого серця реклами».
Решта слів на обкладинці були взяті з текстів Йорка та політичних дискусій навколо війни з тероризмом. Серед них — «Burn the Witch», назва пісні Radiohead, яку вони завершили лише на дев'ятому альбомі A Moon Shaped Pool (2016). Інші художні роботи альбому стосуються міст, пов'язаних з війною, зокрема Нью-Йорка, Лондона, Грозного та Багдада. Ранні видання містили на обкладинці розкладну дорожню мапу.
Порівнюючи обкладинку з приглушенішими палітрами своїх попередніх робіт Radiohead, Донвуд описав яскраві, «приємні» кольори як «зловісні, тому що всі ці кольори, які я використовував, отримані з нафтохімічної промисловості… Ми створили це неймовірно яскраве суспільство, але рано чи пізно нам доведеться мати справу з наслідками». Есеїстка Емі Бріттон інтерпретувала роботу як алюзію на план адміністрації Буша «Дорожня карта миру» щодо ізраїльсько-палестинського конфлікту. Джозеф Тейт, порівнюючи її з картинами французького художника Жана Дюбюффе, побачив у ній «гомогенізоване і суворо регламентоване» зображення «кричущої візуальної присутності капіталізму: гнітючої однаковості стилю і кольору, що віддзеркалює глобалізаційне зменшення відмінностей».

## Витік в Інтернет
30 березня 2003 року, за десять тижнів до релізу, незавершену версію Hail to the Thief було викладено в мережу. Витік містив чорнові правки і незведені пісні з січня того ж року. На форумі Radiohead Джонні Ґрінвуд написав, що гурт «розлючений», але не на завантажувачів, а на «недбалий» реліз незавершеної роботи. Колін Ґрінвуд сказав, що витік — це «все одно, що сфотографуватися в одній шкарпетці, коли вранці ви встаєте з ліжка». Однак він висловив занепокоєння з приводу розпоряджень лейблу EMI про припинення розповсюдження треків, надісланих радіостанціям і фан-сайтам, які відтворювали витік, сказавши: «Хіба звукозаписні компанії зазвичай не платять тисячі доларів за те, щоб радіостанції грали їхні записи? Тепер вони платять гроші станціям за те, щоб ті не грали їх».
EMI вирішила не переносити дату релізу раніше, щоб боротися з витоком. Виконавчий директор EMI Тед Міко заявив, що витік спричинив висвітлення у ЗМІ, і що EMI була впевнена, що Hail to the Thief буде продаватися. Витік частково вплинув на рішення Radiohead випустити свій наступний альбом In Rainbows (2007) онлайн, назвавши його «їхньою датою витоку».

## Реліз
Hail to the Thief вийшов 9 червня 2003 року лейблом Parlophone Records у Великій Британії і днем пізніше лейблом Capitol Records у США. У деяких регіонах диск був надрукований із захистом від копіювання; бельгійська група споживачів Test-Achats отримала скарги, що він не відтворювався на деяких програвачах компакт-дисків. У квітні 2004 року вийшла компіляція бі-сайдів, реміксів і живих виступів Hail to the Thief під назвою Com Lag (2plus2isfive).
Hail to the Thief посів перше місце в UK Albums Chart і протримався на ньому 14 тижнів, продавшись тиражем 114 320 копій за перший тиждень. У США альбом посів третє місце в чарті Billboard 200, продавшись тиражем 300 000 копій за перший тиждень, більше, ніж будь-який попередній альбом Radiohead. До 2008 року в США було продано понад мільйон копій. Альбом отримав платиновий статус у Великій Британії та Канаді.

## Просування
За словами критика The Guardian Алексіса Петрідіса, маркетингова кампанія Hail to the Thief була «за стандартами [Radiohead] … рекламним бліцкригом». У квітні 2003 року в Лос-Анджелесі та Лондоні з'явилися рекламні плакати, що імітували плакати з набору талантів, зі слоганами, взятими з тексту пісні «We Suck Young Blood». На плакатах був вказаний номер телефону, що містив слово «to thief», який з'єднував абонентів із записом, що запрошував їх на гарячу лінію підтримки клієнтів Hail to the Thief. У травні літаки з банерами Hail to the Thief пролетіли над каліфорнійським фестивалем Coachella.
«There There» вийшов як головний сингл 21 травня 2003 року. Йорк попросив творця Bagpuss, Олівера Постгейта, створити відеокліп, але Постгейт, який був на пенсії, відмовився. Замість цього Кріс Хоупвелл створив анімаційне відео зі стоп-моушену. Відео дебютувало на джамботроні на Таймс-Сквер у Нью-Йорку 20 травня 2003 року, і того ж дня його щогодини крутили на MTV2. За «There There» послідували сингли «Go to Sleep» 18 серпня та «2 + 2 = 5» 17 листопада.
У червні Radiohead перезапустили свій веб-сайт, на якому з'явилася цифрова анімація на теми мас-медійної культури та цілодобових міст. Вони також запустили сайт radiohead.tv, на якому в запланований час транслювалися короткометражні фільми, музичні кліпи та прямі трансляції зі студії. Відвідувачам, які запізнювалися на трансляції, показували контрольну картку з музикою для антракту в стилі 1970-х. За словами Йорка, Radiohead планували транслювати матеріал на власному телеканалі, але це було скасовано через «гроші, скорочення, занадто дивно, може налякати дітей, звільнення персоналу, акціонерів». Матеріал вийшов на DVD 2004 року під назвою The Most Gigantic Lying Mouth of All Time.

## Відгуки критиків
Hail to the Thief отримав 85 балів зі 100 на сайті рецензій Metacritic, що свідчить про «загальне визнання». Ніл МакКормік, пишучи для The Daily Telegraph, назвав його «Radiohead, що працює на всіх циліндрах, головною роботою головних артистів на піку своєї майстерності». Кріс Отт з Pitchfork написав, що Radiohead «значною мірою досягли успіху у своїх зусиллях зробити поп-музику настільки безмежною і можливою, наскільки це можливо», і назвав його «Найкращою новою музикою тижня». Критик з New York Magazine Ітан Браун сказав, що Hail to the Thief «не є протестним альбомом, і саме тому він працює так добре». Як і у випадку з великими записами Radiohead у минулому, такими як Kid A, музика — неспокійна, дивно винахідлива — відсуває політику далеко на задній план". Енді Келлман з AllMusic писав, що «попри те, що це більше схоже на набір пісень на диску, ніж на єдине ціле, його вплив є значним», роблячи висновок, що гурт «увійшов у друге десятиліття своєї творчості з надлишком імпульсу». Пітер Пафідес у Mojo писав, що Hail to the Thief «узгоджується так само добре, як і будь-що інше в їхньому каноні».
Джеймс Олдхем з NME вважав Hail to the Thief «скоріше хорошим, ніж чудовим альбомом… вплив кращих моментів притуплений включенням деяких байдужих електронних композицій». Джон Харріс з Q вважав, що частина матеріалу «небезпечно наближається до того, щоб стати суцільним експериментом і малоцінною субстанцією». Алексіс Петрідіс з The Guardian писав, що хоча «Hail to the Thief не можна назвати поганим альбомом», він не був «ні разюче відмінним і свіжим, ні наповненим піснями-гімнами, які колись зробили [Radiohead] найбільшою групою у світі». Він вважав, що політична лірика і похмурий настрій поставили Radiohead під загрозу самопародії. Роберт Крістгау з The Village Voice писав, що хоча мелодії і гітарна робота гурту «ніколи не були такими елегійними і ліричними» або «артикульованими і божевільними», як у OK Computer, він вважав, що вони «звучать краще» і пізніше нагородив їх «почесною згадкою».
Hail to the Thief став п'ятим поспіль альбомом Radiohead, номінованим на премію Ґреммі за найкращий альбом альтернативної музики, і приніс Ґодрічу та звукоінженеру Даррелу Торпу премію Ґреммі 2004 року за найкращу звукорежисуру некласичного альбому. 2010 року Rolling Stone поставив Hail to the Thief на 89 місце серед найкращих альбомів 2000-х, написавши, що «сліпучий надлишок ідей робить Hail to the Thief тріумфальним».

### Сприйняття гуртом
Radiohead критикували Hail to the Thief. 2006 року Йорк сказав Spin: «Я б, можливо, змінив плейлист. Думаю, у нас стався збій, коли ми збирали його разом… Ми хотіли зробити все швидко, і я думаю, що пісні від цього постраждали». У 2008 році Йорк розмістив альтернативний трек-лист на сайті Radiohead, виключивши з нього «Backdrifts», «We Suck Young Blood», «I Will» і «A Punchup at a Wedding». Того ж року в інтерв'ю Mojo О'Браєн сказав, що Radiohead варто було скоротити альбом до десяти треків, і що його довжина відштовхнула деяких слухачів, а Колін Ґрінвуд сказав, що кілька пісень були незавершеними, і що альбом був «процесом затримки». Джонні погодився, що альбом був занадто довгим, і сказав: «Ми намагалися робити те, що, на думку людей, у нас добре виходило … Але це було корисно для наших голів. Для нас було корисно робити запис, який вийшов з живих виступів».
У 2013 році Ґодріч розповів NME: «Я думаю, що там є кілька чудових моментів, але занадто багато пісень… В цілому я думаю, що він чарівний через відсутність редагування. Але особисто для мене це, мабуть, найменш улюблений з усіх альбомів … У нього не було свого напрямку. Це було майже як однорідність попередніх робіт. Можливо, в цьому його сила». У 2023 році, наближаючись до 20-річчя альбому, Селвей описав його як міст між Kid A, Amnesiac і наступним альбомом Radiohead In Rainbows.

## Перевидання
Radiohead покинули EMI після закінчення контракту у 2003 році. 2007 року EMI випустила Radiohead Box Set, збірку альбомів, записаних під час підписання контракту з EMI, включаючи Hail to the Thief. 19 серпня 2008 року Hail to the Thief був перевиданий на подвійній платівці як частина серії «From the Capitol Vaults», разом з іншими альбомами Radiohead.
31 серпня 2009 року лейбл EMI перевидав Hail to the Thief у вигляді 2-CD «Collector's Edition» та 2-CD 1-DVD «Special Collector's Edition». Перший CD містить оригінальний студійний альбом; другий CD містить бі-сайди і живі виступи, раніше зібрані на міні-альбомі Com Lag (2plus2isfive) (2004); DVD містить музичні відеокліпи і живий телевізійний виступ. Radiohead не брали участі у перевиданні, і музика не була ремастирована. Pitchfork назвав «Collector's Edition» «найкращим новим перевиданням тижня», а «Gagging Order» — найкращим бі-сайдом, що ввійшов до бонусного матеріалу. The A.V. Club написав, що бонусний контент «вартий того, щоб його послухати, хоча живі треки виділяються».
Перевидання на EMI припинилися після того, як у 2016 році бек-каталог Radiohead був переданий лейблу XL Recordings. У травні 2016 року XL перевидав бек-каталог Radiohead на вінілі, включно з Hail to the Thief.

## Трек-лист
Автор музики і слів Radiohead. 
| #     | Назва                                                    | Тривалість |
| ----- | -------------------------------------------------------- | ---------- |
| 1.    | «2 + 2 = 5» («The Lukewarm.»)                            | 3:19       |
| 2.    | «Sit Down Stand Up» («Snakes & Ladders.»)                | 4:19       |
| 3.    | «Sail to the Moon» («Brush the Cobwebs Out of the Sky.») | 4:18       |
| 4.    | «Backdrifts» («Honeymoon Is Over.»)                      | 5:22       |
| 5.    | «Go to Sleep» («Little Man Being Erased.»)               | 3:21       |
| 6.    | «Where I End and You Begin» («The Sky Is Falling In.»)   | 4:29       |
| 7.    | «We Suck Young Blood» («Your Time Is Up.»)               | 4:56       |
| 8.    | «The Gloaming» («Softly Open Our Mouths in the Cold.»)   | 3:32       |
| 9.    | «There There» («The Boney King of Nowhere.»)             | 5:25       |
| 10.   | «I Will» («No Man's Land.»)                              | 1:59       |
| 11.   | «A Punchup at a Wedding» («No No No No No No No No.»)    | 4:57       |
| 12.   | «Myxomatosis» («Judge, Jury & Executioner.»)             | 3:52       |
| 13.   | «Scatterbrain» («As Dead as Leaves.»)                    | 3:21       |
| 14.   | «A Wolf at the Door» («It Girl. Rag Doll.»)              | 3:21       |
| 56:35 |                                                          |            |

## Персоналії
| Radiohead - Том Йорк — голос, тексти, гітара, піаніно, лептоп - Джонні Ґрінвуд — гітара, аналогові системи, Хвилі Мартено, лептоп, іграшкове піаніно, дзвіночки - Колін Ґрінвуд — бас, струнний синтезатор, семплер - Ед О'Браєн — гітара, ефекти, голос - Філ Селвей — барабани, перкусія | Додатковий персонал - Найджел Ґодріч — запис, монтаж, зведення - Даррел Торп — Звукорежисер, бекап, каталогізація - Планк — технічне обслуговування та відновлення - Ґрем Стюарт — стрічкові петлі на «The Gloaming», інжиніринг попередніх сесій - Стенлі Донвуд — художні роботи, пакування |